# NGC 5874
NGC 5874 ist eine Balken-Spiralgalaxie mit ausgedehnten Sternentstehungsgebieten vom Hubble-Typ SBc im Sternbild Bärenhüter am Nordsternhimmel. Sie ist schätzungsweise 146 Millionen Lichtjahre von der Milchstraße entfernt und hat einen Durchmesser von etwa 95.000 Lj.

Im selben Himmelsareal befindet sich u. a. die Galaxie NGC 5826, NGC 5862, NGC 5876.
Das Objekt wurde am 11. Juni 1885 von Lewis A. Swift entdeckt.